# Michael Mizrachi
Michael David Mizrachi (* 5. Januar 1981 in Miami, Florida) ist ein professioneller US-amerikanischer Pokerspieler.
Mizrachi hat sich mit Poker bei Live-Turnieren knapp 29 Millionen US-Dollar erspielt. Er trägt den Spitznamen The Grinder und ist zweifacher Titelträger der World Poker Tour sowie fünffacher Braceletgewinner der World Series of Poker, bei der er dreimal die Poker Player’s Championship gewann und 2010 den Finaltisch des Main Events erreichte. Der Amerikaner wurde 2006 vom Card Player Magazine als Spieler des Jahres geehrt und 2019 als einer der 50 besten Spieler der Pokergeschichte genannt.

## Pokerkarriere

### Werdegang
Mizrachi studierte Medizin, brach aber ab, um sich komplett dem Pokerspiel zu widmen. Sein erster großer Erfolg im Turnierpoker war ein Sieg bei einem Side-Event des Five Diamond World Poker Classics im Dezember 2004 im Hotel Bellagio am Las Vegas Strip, für den er ein Preisgeld von über 270.000 US-Dollar erhielt. Im Februar 2005 gewann er das Main Event der World Poker Tour (WPT) in Los Angeles und sicherte sich eine Siegprämie von rund 1,85 Millionen US-Dollar. Bei der darauf folgenden World Series of Poker (WSOP) im Jahr 2005 im Rio All-Suite Hotel and Casino am Las Vegas Strip erreichte der Amerikaner mit sieben Cashes die meisten Platzierungen aller Spieler in den Preisrängen. Im Januar 2006 setzte er seine Erfolgsgeschichte bei der WPT mit einem zweiten Platz beim Main Event der Gold Strike World Poker Open für mehr als 550.000 US-Dollar sowie einem Sieg beim Main Event der Borgata Winter Open für knapp 1,2 Millionen US-Dollar fort. 2006 nahm Mizrachi an der zweiten Staffel von High Stakes Poker teil und gewann den vom Card Player Magazine vergebenen Player of the Year Award. Bei der WSOP 2010 gewann der Amerikaner sein erstes Bracelet, als er sich bei der 50.000 US-Dollar teuren Poker Player’s Championship, einem 8-Game-Mix, eine Siegprämie von mehr als 1,5 Millionen US-Dollar erspielte. Im gleichen Jahr erreichte der Grinder im Main Event mit dem siebtgrößten Chipstack den Finaltisch, der im November 2010 ausgespielt wurde. Dort beendete er das Turnier auf dem fünften Platz für sein bisher höchstes Preisgeld von mehr als 2,3 Millionen US-Dollar. Im Oktober 2011 gewann Mizrachi bei der World Series of Poker Europe in Cannes sein zweites Bracelet und sicherte sich eine Siegprämie von mehr als 335.000 Euro. Im Jahr 2012 gewann der Amerikaner – wie bereits 2010 – die Poker Player's Championship, womit er zum ersten Spieler wurde, dem dies mehrfach gelang. Die Siegprämie betrug knapp 1,5 Millionen US-Dollar. Bei der WSOP 2018 siegte Mizrachi zum dritten Mal bei der Poker Player’s Championship und sicherte sich neben seinem vierten Bracelet ein Preisgeld von mehr als 1,2 Millionen US-Dollar. Im Rahmen der 50. Austragung der World Series of Poker wurde er im Juni 2019 als einer der 50 besten Spieler der Pokergeschichte genannt. Während der Turnierserie gewann der Amerikaner ein Event der Variante Seven-Card Stud Hi/Lo 8 or Better und erhielt knapp 150.000 US-Dollar sowie sein fünftes Bracelet.

### Preisgeldübersicht

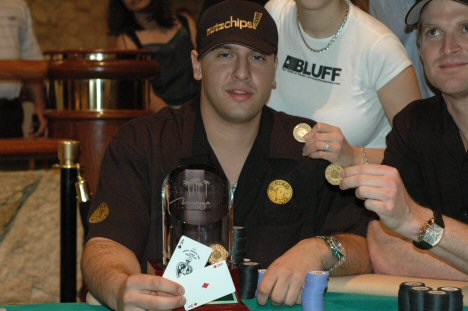
Mizrachi nach einem Turniersieg im Mirage am Las Vegas Strip (2005)

| Jahr   | Preisgeld (in $) | Turniersiege |
| ------ | ---------------- | ------------ |
| 2004   | 354.066          | 2            |
| 2005   | 2.760.144        | 5            |
| 2006   | 2.406.971        | 5            |
| 2007   | 412.470          | 2            |
| 2008   | 872.706          | 1            |
| 2009   | 335.686          | 2            |
| 2010   | 4.048.508        | 1            |
| 2011   | 846.709          | 1            |
| 2012   | 2.202.778        | 2            |
| 2013   | 245.913          | 1            |
| 2014   | 43.231           | 1            |
| 2015   | 133.921          | 2            |
| 2016   | 723.698          | 1            |
| 2017   | 313.261          | 1            |
| 2018   | 1.325.429        | 1            |
| 2019   | 189.665          | 1            |
| 2020   | 0                | 0            |
| 2021   | 149.430          | 1            |
| 2022   | 97.606           | 0            |
| 2023   | 33.585           | 0            |
| gesamt | 17.495.777       | 30           |

### Braceletübersicht

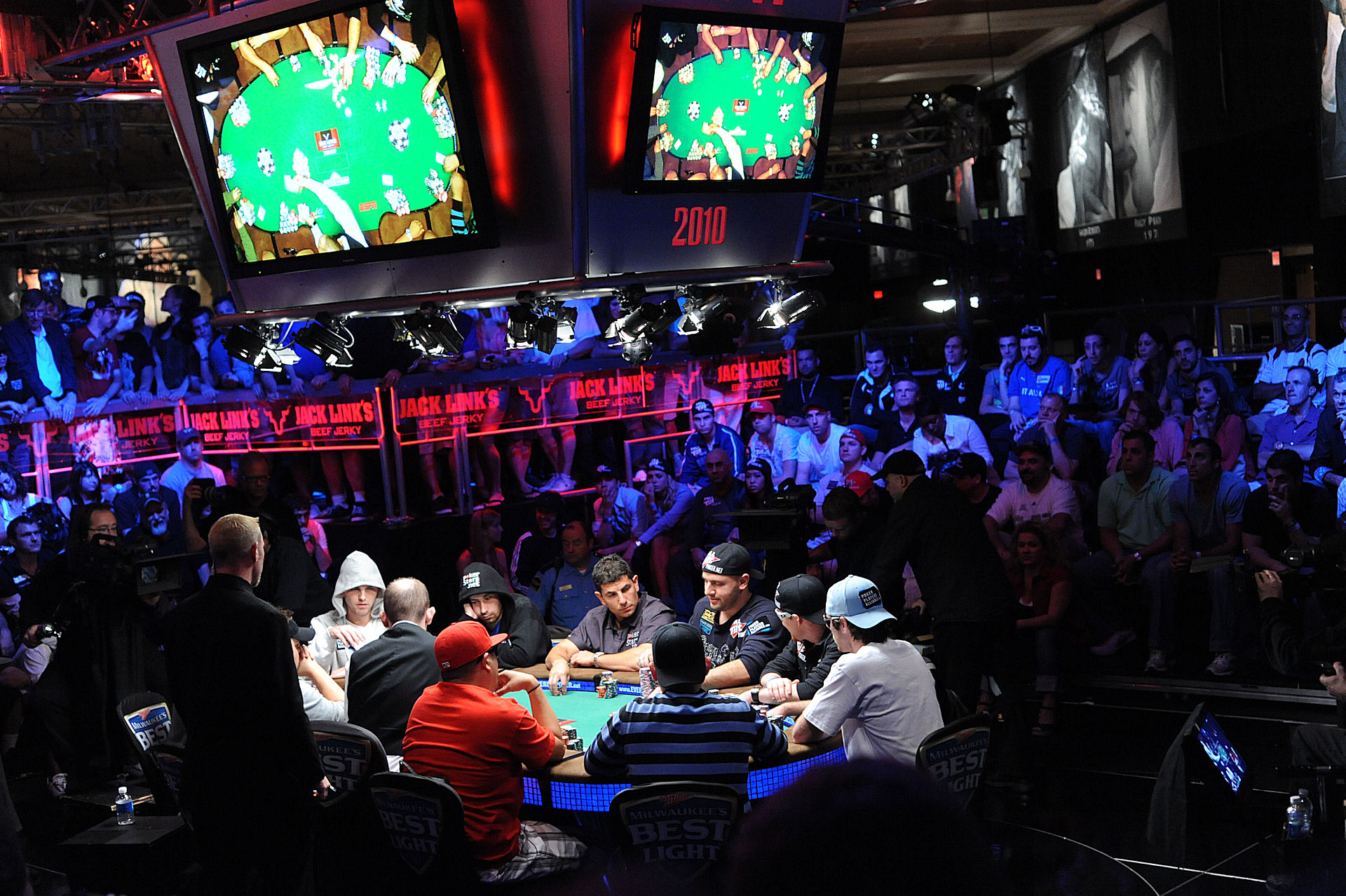
Mizrachi am Finaltisch des WSOP-Main-Events 2010

Mizrachi kam bei der WSOP 79-mal ins Geld und gewann fünf Bracelets:
| Jahr   | Buy-in   | Turnier                           | Teilnehmer | Preisgeld   |
| ------ | -------- | --------------------------------- | ---------- | ----------- |
| 2010 E | 50.000 $ | The Poker Player’s Championship   | 116        | 1.559.046 $ |
| 2011 E | 10.000 € | Mixed No Limit Hold’em            | 125        | 0.336.008 € |
| 2012 E | 50.000 $ | The Poker Player’s Championship   | 108        | 1.451.527 $ |
| 2018 E | 50.000 $ | The Poker Player’s Championship   | 087        | 1.239.126 $ |
| 2019 E | 01.500 $ | Seven-Card Stud Hi/Lo 8 or Better | 460        | 0.142.801 $ |

## Familie
Mizrachis älterer Bruder Robert und sein Zwillingsbruder Eric sind ebenfalls erfolgreiche Pokerspieler. Ihr jüngerer Bruder Daniel ist ein professioneller Magier. Beim Main Event der WSOP 2010 platzierten sich alle vier Brüder in den Geldrängen.